# Нефс, Эдмон
Эдмо́н Нефс (фр. Edmond Neefs; 1 апреля 1881, Лёвен, Брабант — 29 ноября 1949, Лёвен, Брабант) — бельгийский футболист, игравший на позиции полузащитника, бронзовый призёр летних Олимпийских игр 1900 года.
Играл за клуб «Спортинг» (Лёвен). На Играх 1900 в Париже Нефс входил в состав бельгийской команды, составленной из студентов университетов и усиленной несколькими игроками бельгийских клубов. В Париж Нефс вместе с командой не приехал, а уже был в городе на момент начала турнира. Поскольку в распоряжении капитана бельгийцев Жоржа Пельгрима было всего 10 игроков, Нефс, первоначально не попавший в заявку, но оказавшийся на стадионе, уговорил Пельгрима включить его в состав.
23 сентября Нефс принял участие в единственном матче против французской команды, завершимся со счётом 6:2 в пользу хозяев турнира. В результате Нефс вместе с товарищами по команде заняли третье место и получили бронзовые медали.